# Прапроче (Доброва-Полхов Градець)
Прапроче (словен. Praproče) — поселення в общині Доброва-Полхов Градець, Осреднєсловенський регіон, Словенія. 
Висота над рівнем моря: 540,3 м.